# Espaço-tempo esfericamente simétrico
Um espaço-tempo esfericamente simétrico é um dos grupos de simetria que contém um subgrupo o qual é isomórfico ao grupo (de rotação) {\displaystyle SO(3)} e as órbitas deste grupo são esferas 2-dimensionais. As isometrias são então interpretadas como rotações e um espaço-tempo esfericamente simétrico é frequentemente descrito como um no qual esta métrica é "invariante sob rotações". A métrica espaço-tempo induz uma métrica sobre cada órbita 2-esfera (e esta métrica induzida deve ser um múltiplo da métrica de uma 2-esfera).